# Pseudothyridium ericki
Pseudothyridium ericki är en skalbaggsart som beskrevs av Soula 2006. Pseudothyridium ericki ingår i släktet Pseudothyridium och familjen Rutelidae. Inga underarter finns listade i Catalogue of Life.